# Benoît Paul Émile Clapeyron
Benoît Paul Émile Clapeyron (francès: Émile Clapeyron)  (París, 26 de gener de 1799 - París, 28 de gener de 1864), conegut simplement com Émile Clapeyron, va ser un matemàtic i enginyer francès del segle xix, i un dels fundadors de la termodinàmica.

## Vida
Clapeyron, fill d'un comerciant, va ingressar a l'École polytechnique el 1816, després de ser escolaritzat als oratorians. Es va graduar el 1818 i, a continuació, va seguir estudis a l'École des Mines, on va fer una gran amistat amb el també reconegut matemàtic Gabriel Lamé; tots dos es van graduar el 1820. Aquest mateix any, van marxar junts a Rússia i s'hi van quedar durant deu anys com a professors de l'École des Travaux Publics de Sant Petersburg, on ensenyaven matemàtiques pures i aplicades. Tots dos es van involucrar també en treballs d'enginyeria i, a més a més, a vegades impartien conferències.
Quan van tornar a París el 1831, fortament influïts per les idees de Saint-Simon, estava començant la febre de la construcció de ferrocarrils i Clapeyron i Lamé es van interessar en el tema per a resoldre la multitud de problemes tècnics que plantejava. L'any següent, es van associar amb el banquer Isaac Pereire i amb els germans Flachat per a dur a terme el projecte de línia fèrria entre París i Saint Germain, però Lamé, en ser nomenat professor de l'École polytechnique, va deixar el projecte ben aviat. Els dos amics ja no vam treballar més conjuntament.

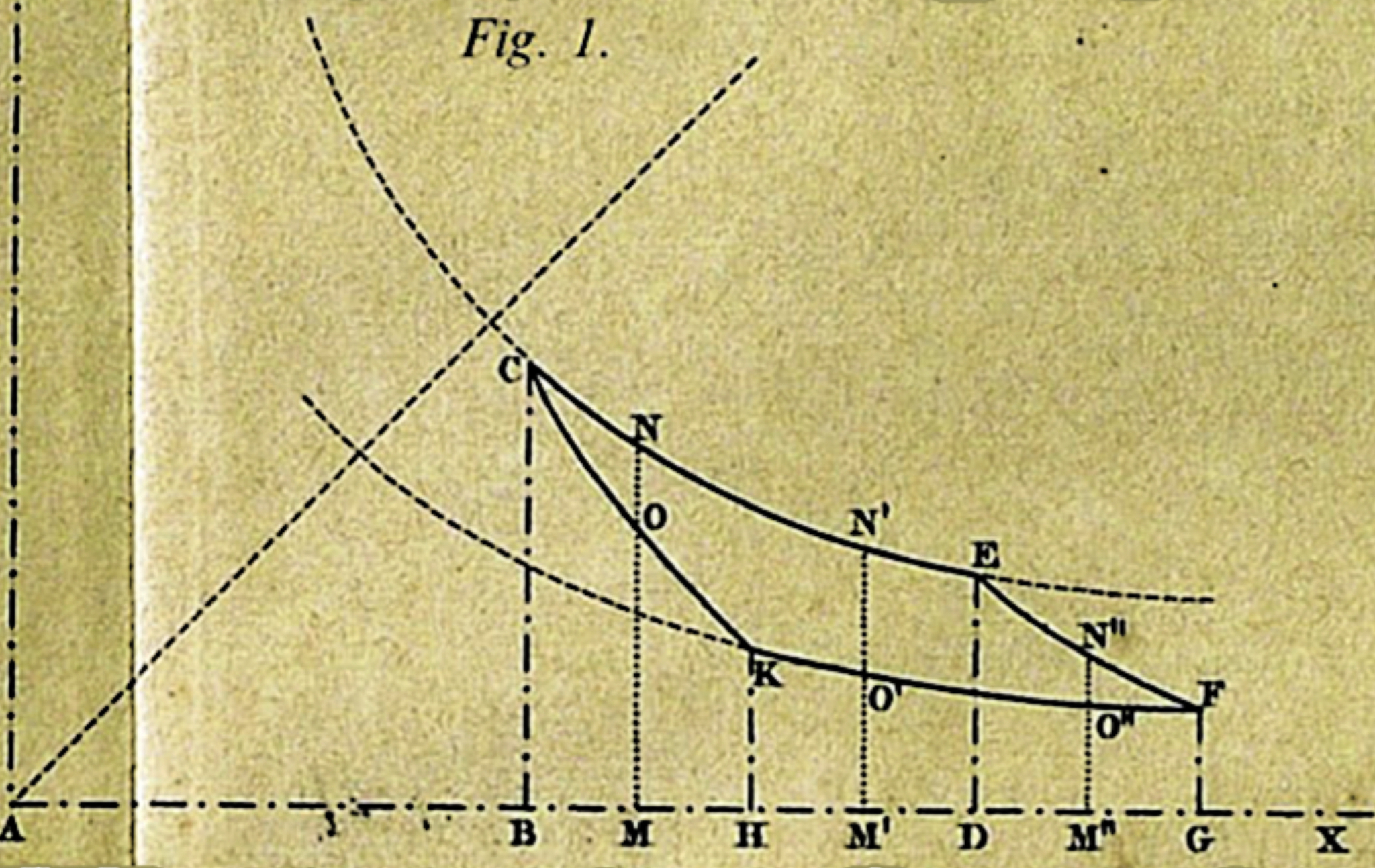
El Cicle de Carnot segons Clapeyron (1834).

El 1834 Clapeyron va presentar a l'Acadèmia de Ciències la seva Mémoire sur la puissance motrice de la chaleur, en la que desenvolupava de forma analítica les idees de Sadi Carnot i que, en definitiva va conduir a la formulació de l'equació de Clausius-Clapeyron i del segon principi de la termodinàmica. També es va interessar en el disseny de locomotores de vapor i va viatjar a Londres el 1836, on va establir contractes industrials amb Sharp, Roberts & Co, una empresa que fabricava locomotores de vapor, però també va estendre la seva curiositat a la concepció de ponts metàl·lics i a la teoria de les estructures.
El 1848 va ser nomenat professor de l'École des Ponts et Chaussées i el mateix any és escollit membre de l'Acadèmia de Ciències de París, en la que va servir en molts comitès, i des d'on va promoure l'estudi de la mecànica.
La relació de Clausius-Clapeyron, una equació diferencial que determina la calor de vaporització d'un líquid, és nomenada per ells.

## Principals obres
Com ja s'ha dit, la seva obra més notable és la Mémoire sur la puissance motrice de la chaleur de 1834, on desenvolupa analíticament les idees de Sadi Carnot, presentant el Cicle de Carnot com una corba o un diagrama indicador, un gràfic que relacionava pressió i volum (anomenat Gràfic de Clapeyron en honor seu) 
L'any 1843, Clapeyron va estendre la idea de procés reversible, ja suggerida anteriorment per Carnot, i va afirmar el principi de Carnot, conegut també com la segona llei de la termodinàmica.
El 1857 també va publicar un text notable titulat Calcul d’une poutre élastique reposant librement sur des appuis inégalement espacés en el que establia l'anomenat teorema dels tres moments, que permetia un càlcul àgil i rigorós del problema hiperestàtic i que s'ha vingut utilitzant fins al primer terç del segle XX..

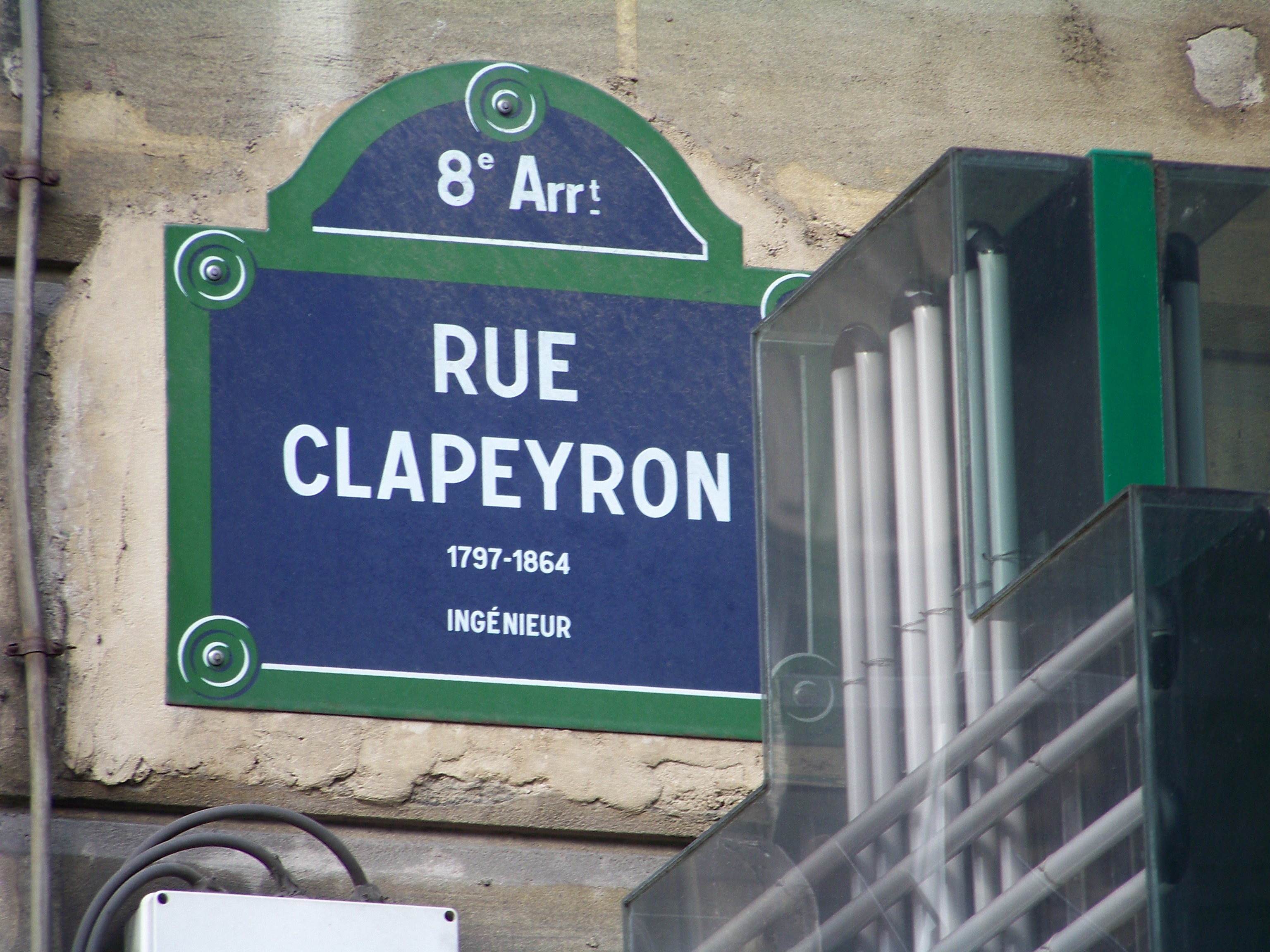
Carrer Clapeyron a París.

## Honors
- Membre de l'Académie des sciences, (1858).
- Oficial de la Legió d'Honor, (1857)
- El carrer Clapeyron de Paris al districte 8é, que és nomenat per a ell.
- El seu nom és un dels 72 noms inscrits a la Torre Eiffel.